# Implicit
Implicit betyder ’inte klart utsagd’, ’underförstådd’.   Andra exempel skulle därför kunna beskrivas ej uttryckligen, ej /inte tydliggjort. Motsatsen till implicit är explicit och betyder sålunda uttryckligt, uttryckligen, tydliggjort. 

## Matematik
Inom matematiken sägs en funktion med variablerna {\displaystyle x} och {\displaystyle y} vara implicit given om den inte är löst med avseende på {\displaystyle y}. En typisk implicit funktion är {\displaystyle y^{2}+x^{2}=4} med bivillkoret att {\displaystyle y} inte får vara negativ. De punkter som satisfierar uttrycket utgör en cirkel i x–y-planet kring origo med radien = 2. Eftersom en funktion {\displaystyle y=f(x)} inte får ha två värden på {\displaystyle y} för ett givet värde på {\displaystyle x}, måste halva cirkeln undantas om vi vill tolka uttrycket som en implicit funktionsdefinition.

## Psykologi
Inom psykologin betyder implicit samma sak som omedvetet. Implicit minne är exempelvis när vi inte kan redogöra för portkoden men ändå slå den med fingrarna. Att vi kan lära oss tala vårt modersmål grammatiskt korrekt utan att ha en aning om vad grammatik är beror på implicit inlärning. Vår förmåga att reagera på mycket svaga eller korta stimuli från sinnena utan att medvetandet kan upptäcka dem kallas implicit eller subliminal perception.
Med implicit kunskap (’tyst’ eller ’outtalad kunskap’) avses att kunna exempelvis knyta skorna eller cykla men inte kunna förklara hur det ska gå till utan att först visa hur man faktiskt gör. Denna kunskap är ofta underförstådd och svår att uttrycka i ord eller till och med okänd för individen; den är erfarenhetsbaserad, praktisk och erhålls genom övning och erfarenhet. Det är kunskap som så att säga sitter i väggarna och lärs in genom socialisation. Dess motsats är explicit eller uttalad kunskap, som är känd för individen, teoretisk, objektiv kunskap, lätt att förstå, samla in och dokumentera.